# Provincia de Batangas
Batangas (en tagalo: Lalawigan ng Batangas; en inglés: Province of Batangas) es una provincia en la región de Calabarzón en Filipinas. Su cabecera es la ciudad de Batangas.

## Geografía

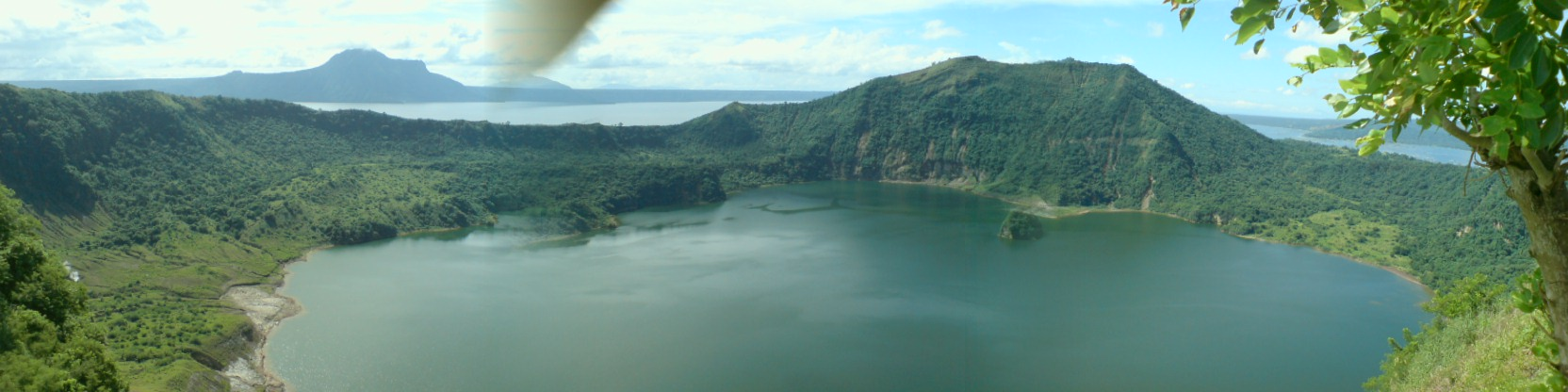
Panorama del cráter del volcán de Taal.

En la provincia se encuentra el lago Taal, donde se localiza el volcán de Taal.
Esta provincia limita al norte con las de Cavite y Laguna, al sur con  el mar del Archipiélago y al este con la provincia de Quezón y seno de Tayabas. Antiguamente era conocida esta provincia con el nombre de Balayán o de Taal.
Tiene de norte a sur 12 leguas y de este a oeste 20.
El terreno es en general muy accidentado.
Desde la gran cordillera del Súngay hasta el mar, va descendiendo gradualmente el terreno,
formando espaciosas llanuras entre las pequeñas vertientes y colinas que generalmente espiran antes de llegar á la playa. Las puntas Santiago y Cazador son remates de terreno montañoso. Esta última separa las magníficas ensenadas de Balayan y Batangas. La región oriental es la más montañosa.
Las grutas del pueblo de San Juan son de inmensa profundidad.

## División territorial
Políticamente la provincia de Batangas se divide en 31 municipios y 3 ciudades:  Batangas, Lipá y Tanauan.
Cuenta con 1.078  barangays. 
Consta de 5 distritos para las elecciones al Congreso.
| Municipio          | Población (2010) | Área (km²) | Código    | N.º de Barangays |
| ------------------ | ---------------- | ---------- | --------- | ---------------- |
| Agoncillo          | 35,794           | 49.96      | 041001000 | 21               |
| Alitagtag          | 23,649           | 24.76      | 041002000 | 19               |
| Balayan            | 81,805           | 108.73     | 041003000 | 48               |
| Balete             | 20,214           | 25.00      | 041004000 | 13               |
| Ciudad de Batangas | 305.607          | 282.96     | 041005000 | 105              |
| Bauán              | 81,351           | 53.31      | 041006000 | 40               |
| Calaca             | 70.502           | 114.58     | 041007000 | 40               |
| Calatagán          | 51.997           | 112.00     | 041008000 | 25               |
| Cuenca             | 31.236           | 58.18      | 041009000 | 21               |
| Ibaán              | 48.482           | 68.99      | 041010000 | 26               |
| Laurel (1969)      | 35.674           | 71.29      | 041011000 | 21               |
| Lemery             | 81.825           | 109.80     | 041012000 | 46               |
| Lian               | 45.943           | 76.80      | 041013000 | 19               |
| Ciudad de Lipá     | 283.468          | 209.40     | 041014000 | 72               |
| Lobo               | 37.070           | 175.03     | 041015000 | 26               |
| Mabini             | 44.391           | 44.77      | 041016000 | 34               |
| Malvar             | 45.952           | 33.00      | 041017000 | 15               |
| Mataas na Kahoy    | 27.177           | 22.10      | 041018000 | 16               |
| Nasugbú            | 122.483          | 278.51     | 041019000 | 42               |
| Padre García       | 44.877           | 41.51      | 041020000 | 18               |
| Rosario            | 105.561          | 226.88     | 041021000 | 48               |
| San José           | 68.517           | 53.29      | 041022000 | 33               |
| San Juan           | 94.291           | 273.40     | 041023000 | 42               |
| San Luis           | 30.701           | 42.56      | 041024000 | 26               |
| San Nicolás        | 20.599           | 14.37      | 041025000 | 18               |
| San Pascual        | 59.598           | 50.70      | 041026000 | 29               |
| Santa Teresita     | 17.415           | 16.30      | 041027000 | 17               |
| Santo Tomás        | 124.740          | 95.41      | 041028000 | 30               |
| Taal               | 51.503           | 29.76      | 041029000 | 42               |
| Talisay            | 39.600           | 28.20      | 041030000 | 21               |
| Ciudad de Tanauan  | 152.3938         | 107.16     | 041031000 | 48               |
| Taysán             | 35.357           | 93.62      | 041032000 | 20               |
| Tingloy            | 16.870           | 33.07      | 041033000 | 15               |
| Tuy                | 40.734           | 94.65      | 041034000 | 22               |

## Idiomas
El tagalo es el idioma principal de la provincia. Los batangueños se conocen por su manera refina de hablar tagalo, un fenómeno que se encuentra también en las localidades más sureñas de la Gran Manila. También se hablan inglés y a veces castellano por los educados. El cebuano se habla por inmigrantes desde el sur del país. También tiene sus propias idiomas,Batangueño, es idioma tagalo más profundo, parecido al Pangasinan.

## Historia
A principios el siglo XX la provincia medía 3,130 km² y contaba con 311,180 habitantes
casi todos tagalos. El número total de pueblos era de  22 con 520 barrios y 7 visitas.

"...La capital, Batangas, de más de 37,400 habitantes, está situada en el
seno de su nombre en el Sur del centro de la provincia, y posee muy buenos edificios, tales como la iglesia, el convento, la casa-real, el tribunal, la cárcel y otros particulares. El cementerio está colocado en situación muy despejada, digno de población tan religiosa, como rica. Esta provincia tiene las poblaciones más numerosas del Archipiélago..."

""...Las más importantes en las playas del Sur son: Balayán, puerto en el seno de este nombre, con 22,126 habitantes; Calacá, en el mismo seno, de unos 11,745; Lemery, en el mismo seno junto al río Pansípit, de 13,000; Taal, junto á Lemeiy, en la orilla opuesta del río, de 15,921; Bauan, en la ensenada de Batangas, pueblo de los más numerosos, pues tiene más de 38,300 almas..."

""...Los pueblos más orientales son: San Juan de Bogbog de 13,456 almas y Loboó de 6,202..."

""...En la costa occidental se hallan Lian y Nasugbú de 3,889 y 8,263 almas respectivamente. ..."

""...Al N. de la Laguna de Taal se encuentra Talísay de 8,200 almas, y cerca de los confines do la provincia, hacia la Laguna, Santo Tomás, de 10,607 almas y Tanauan de 21,513. ..."

""...En el interior están situados Lipa de 39,559 habitantes, Rosario de 13,606, San José de 10,455, Ibaán y Taysán de unas 9,000 almas..."
El Archipiélago Filipino. Colección de datos.
 Por algunos padres de la Misión de la Compañía de Jesús en estas islas. 